# Bólojovo
Bólojovo (en ruso: Бо́лохово) es una ciudad del óblast de Tula, en Rusia, en el raión de Kiréyevsk. Está situada a orillas del río Olen, afluente del Oká, a 18 km al sudeste de Tula, la capital del óblast. Su población, en el año 2009 se elevaba a 10.108 habitantes.

## Historia
El pueblo que se encontraba en el emplazammiento de la actual ciudad pretenecía a la familia de príncipes Boljovski y se conoce desde 1580.
En 1934 se construyó una de las mayores explotaciones de la cuenca de carbón de Moscú en las cercanías, llamándose a la localidad, Bólojovski. El asentamiento de mineros recibió ese mismo año el estatus de asentamiento de tipo urbano. Bólojovo tiene estatus de ciudad desde 1943, año en que también recibió su nombre actual.

## Demografía
| 1939   | 1959  | 1970   | 1979   | 1989   | 2002   | 2007   |
| ------ | ----- | ------ | ------ | ------ | ------ | ------ |
| 12 700 | 8 300 | 11 000 | 11 100 | 11 787 | 10 364 | 10 300 |

## Economía
La principal empresa de Bólojovo es: OAO Gefes (ОАО "Гефес") que fabrica equipos para la industria agroalimentaria.
La ciudad fue conectada al ferrocarril abierto en 1874 entre Viazma-Tula-Uzlovaya-Riazhsk (estación de Prissady).